# Bad Endorf (Oberbay)
Bad Endorf (Oberbay) (niem: Bahnhof Bad Endorf (Oberbay)) – stacja kolejowa w Bad Endorf, w kraju związkowym Bawaria, w Niemczech. Leży na linii kolejowej Rosenheim – Salzburg oraz Bad Endorf – Obing. Znana jako Chiemgauer Lokalbahn Chiemgau linia Bad Endorf-Obing jest teraz obsługiwana przez pociągi retro.
Obsługuje dziennie około 50 pociągów i według klasyfikacji Deutsche Bahn posiada kategorię 5.

## Położenie
Stacja położona jest w tej samej dzielnicy gminy Bad Endorf. Znajduje się na łuku o promieniu 700 metrów.
Stacja kolejowa jest na wschód ograniczona przez Bahnhofsplatz i Chiemseestraße (ST 2092). Od południowego zachodu graniczy z Ströbinger Straße. Na zachód od stacji kolejowej znajduje się Giegelsteinstraße prowadząca do Hochriesstraße. Budynek dworca jest położony na wschód od torów kolejowych i ma adres Bahnhofplatz 4.

## Infrastruktura
Stacja składa się z trzech torów, które znajdują się przy dwóch peronach. Tor 2 jest głównym torem, przy którym także znajduje się budynek dworca zachowany do dzisiaj. Tor 1 jest torem ślepym, który również znajduje się na północ od budynku dworca przy głównym peronie, peron ten ma wysokość jedynie 55 cm. Tor 4 to tor boczny, który znajduje się naprzeciwko głównego toru. Peron główny ma 76 cm wysokości. Perony połączone są za pomocą przejścia podziemnego, a stacja jest przystosowana do obsługi osób niepełnosprawnych.

## Linie kolejowe
- Rosenheim – Salzburg
- Bad Endorf – Obing